# Gazellák
A gazellák (Antilopini) az emlősök (Mammalia) osztályának párosujjú patások (Artiodactyla) rendjébe, ezen belül a tülkösszarvúak (Bovidae) családjába és az antilopformák (Antilopinae) alcsaládjába tartozó nemzetség.
A nemzetségbe 26-27 élő faj tartozik.

## Tudnivalók
Az idetartozó állatok kis és közepes termetűek. A háti színezetük fajtól függően a sárgától a sötétbarnáig változik, a hasuk majdnem mindig fehér és általában egy vagy több fekete sávozás is van rajtuk (vagy a pofán vagy pedig test oldalain). Eme fajok hímjei szép hajlott (az elhajlás szöge és iránya fajtól függően változó) szarvakkal rendelkeznek; a hímektől eltérően a nőstények szarva kicsi vagy hiányzó. Testfelépítésük a gyors füves pusztákon való szaladáshoz alkalmazkodott, emiatt e fajok többsége az afrikai Szaharában, Kelet-Afrika szavannáin, Eurázsia sztyeppéin vagy India szárazabb részein találhatók meg. Általában állandó vagy időszakos háremekben élnek, ahol egy-egy hím maga köré gyűjt néhány nőstényt és azok utódait. A vándorló fajoknál a háremek összegyűlhetnek, nagy csordákban vándoroljanak.

## Rendszerezés
A nemzetségbe az alábbi 8 élő nem tartozik:
- Ammodorcas Thomas, 1891
- Antidorcas Sundevall, 1847
- Antilope Pallas, 1766
- Eudorcas Fitzinger, 1869
- Gazella Blainville, 1816
- Litocranius Kohl, 1886
- Nanger Lataste, 1885
- Procapra Hodgson, 1846

### Fordítás
- Ez a szócikk részben vagy egészben  az   Antilopini című angol Wikipédia-szócikk ezen változatának fordításán alapul.  Az eredeti cikk szerkesztőit annak laptörténete sorolja fel. Ez a jelzés csupán a megfogalmazás eredetét és a szerzői jogokat jelzi, nem szolgál a cikkben szereplő információk forrásmegjelöléseként.